# Kiss Sixth Sense
Kiss Sixth Sense (hangul: 키스 식스 센스; rr: Kiseu Sikseu Senseu, bra: O Beijo do Destino) é uma série de televisão via streaming sul-coreana baseada na webtoon hit da Naver por Gatnyeo. É dirigida por Nam Ki-Hoon, escrita por Jeon Yu-ri e estrelada por Seo Ji-hye, Yoon Kye-sang, Kim Ji-seok e Lee Joo-yeon. Conta a história de Hong Ye-sool, uma mulher que tem a habilidade sobrenatural de ver o futuro quando é beijada, que acidentalmente beija seu chefe, Cha Min-hoo, e vê seu futuro juntos. Sua vida fica mais emaranhada quando o ex-namorado de Ye-sool, Lee Pil-yo, volta à sua vida. A série lançou dois episódios todas as quartas-feiras às 16:00 (KST) de 25 de maio de 2022 a 29 de junho de 2022 exclusivamente no Disney+ em regiões selecionadas.

## Elenco

### Principal
- Yoon Kye-sang como Cha Min-hoo[6]
  - Moon Woo-jin como jovem Min-hoo
- Seo Ji-hye como Hong Ye-seul[6]
  - Lee Si-a como jovem Ye-sool
- Kim Ji-seok como Lee So-hwan[7]

### Coadjuvante

#### Pessoas ao redor de Min-hoo
- Lee Joo-yeon como Oh Ji-young[8]
- Tae In-ho como Oh Seung-taek, amigo de Min-hoo[9]
- Lee Han-wi como Oh Kyung-soo, médico de Min-hoo[9]

#### Pessoas ao redor de Ye-sool
- Kim Ga-eun como Ban Ho-woo, prima de Ye-sool[10]
- Um Hyo-sup como Kim Hae-jin[9]
  - Im Ji-kyu como Hae-jin jovem adulta (cameo, Ep. 11-12)
- Kim Hee-jeong como Kim Sa-ra, mãe de Ye-sool[9]
  - Son Eun-seo Sa-ra jovem adulta (cameo)

#### Pessoas em Zeu Ad
- Hwang Bo-ra como Jang Um-ji[11]
- Kim Ki-doo como Kang Sang-goo[9]
- Kim Mi-soo como Kim Min-hee[12]
- Yoon Jung-hoon como Kim Ro-ma[13]
- Kim Jae-hwa como Cho Seon-hee[9]
- Yoo Jung-ho como Yeom Kyung-seok[14]
- Park Sung-geun como Vice-presidente da Zeu Ad[9]
- Lee Yoo-jin como membro da Equipe de Planejamento 2 da Zeu Ad
- Ho Sol-hee membro da Equipe de Planejamento 2 da Zeu Ad
- Park Jung-pyo como chefe de equipe de set da Zeu Ad

#### Pessoas ao redor de Pil-yo
- Jung Ra-el como PD Yoo[15]
- Kim Min-joong como Kim Yoon-soo, diretora assistente de Pil-yo
- Kim Ye-ji como funcionária de Pil-yo

## Episódios
| N.º | Título        | Dirigido por | Escrito por | Lançamento          |
| --- | ------------- | ------------ | ----------- | ------------------- |
| 1   | "Episódio 1"  | Nam Ki-Hoon  | Jeon Yu-ri  | 25 de maio de 2022  |
| 2   | "Episódio 2"  | Nam Ki-Hoon  | Jeon Yu-ri  | 25 de maio de 2022  |
| 3   | "Episódio 3"  | Nam Ki-Hoon  | Jeon Yu-ri  | 1 de junho de 2022  |
| 4   | "Episódio 4"  | Nam Ki-Hoon  | Jeon Yu-ri  | 1 de junho de 2022  |
| 5   | "Episódio 5"  | Nam Ki-Hoon  | Jeon Yu-ri  | 8 de junho de 2022  |
| 6   | "Episódio 6"  | Nam Ki-Hoon  | Jeon Yu-ri  | 8 de junho de 2022  |
| 7   | "Episódio 7"  | Nam Ki-Hoon  | Jeon Yu-ri  | 15 de junho de 2022 |
| 8   | "Episódio 8"  | Nam Ki-Hoon  | Jeon Yu-ri  | 15 de junho de 2022 |
| 9   | "Episódio 9"  | Nam Ki-Hoon  | Jeon Yu-ri  | 22 de junho de 2022 |
| 10  | "Episódio 10" | Nam Ki-Hoon  | Jeon Yu-ri  | 22 de junho de 2022 |
| 11  | "Episódio 11" | Nam Ki-Hoon  | Jeon Yu-ri  | 29 de junho de 2022 |
| 12  | "Episódio 12" | Nam Ki-Hoon  | Jeon Yu-ri  | 29 de junho de 2022 |

## Produção

### Seleção de elenco
Em 4 de agosto de 2021, Yoon Kye-sang e Seo Ji-hye receberam ofertas para interpretar os papéis principais em Kiss Sixth Sense. De agosto a setembro de 2021, a formação do elenco foi anunciada. A série reúne Yoon Kye-sang e Seo Ji-hye depois de trabalharem juntos como irmãos no drama da SBS de 2004 My 19 Year Old Sister-in-Law. Em 21 de abril de 2022, foram publicadas fotos da leitura oficial do roteiro.

### Filmagens
A fotografia principal da série começou em outubro de 2021 e as filmagens terminaram em meados de janeiro de 2022.
Em 5 de janeiro de 2022, a série cancelou as filmagens programadas para o dia devido à morte repentina de Kim Mi-soo. As filmagens foram retomadas no dia seguinte depois que eles pausaram as filmagens, mas não houve confirmação se o personagem de Kim seria reformulado ou se as cenas de Kim foram concluídas.

## Lançamento
Em 14 de outubro de 2021, Kiss Sixth Sense foi anunciada para ser lançada pelo Disney+ em seu APAC Contents Showcase. Além da Coreia do Sul, outros mercados do Disney+ Star com Kiss Sixth Sense com lançamento em 25 de maio de 2022 incluem Singapura, Hong Kong e Taiwan. A série foi ao ar na mesma data para Malásia, Indonésia e Tailândia via Disney+ Hotstar. Foi lançada em 29 de junho de 2022.

## Recepção
Após seu lançamento, Kiss Sixth Sense repetidamente ficou entre os cinco primeiros entre os "Top 10 TV Shows on Disney+" na Coreia do Sul, tendo ficado em primeiro lugar em 7 de junho. Ela também se classificou entre os 10 melhores nesta mesma lista em Hong Kong, Singapura e Taiwan, enquanto se classificava entre os três primeiros desta lista na Indonésia.